# Regierung G. Eyskens IV
Die Regierung G. Eyskens IV amtierte in Belgien vom 17. Juni 1968 bis zum 8. November 1971. Nachdem die Regierung Vanden Boeynants I aus Christdemokraten (PSC/CVP) und Liberalen (PLP/PVV) am Sprachenstreit um die Universität Löwen zerbrach, kam es am 3. März 1968 zu vorgezogenen Parlamentswahlen. Im Anschluss bildete Gaston Eyskens (CVP) eine Regierung aus den inzwischen in eine flämische (CVP) und eine wallonische (PSC) Partei gespaltenen Christdemokraten und den Sozialisten (PSB/BSP). Im Herbst 1971 löste König Baudoin auf Wunsch der Regierung das Parlament auf und rief für den 7. November 1971 Neuwahlen aus, die Regierung verblieb jedoch im Amt. Nach der Wahl, bei der die Regierungsparteien Stimmen einbüßten, bildete Eyskens erneut eine Regierung aus Christdemokraten und Sozialisten.

## Kabinett
| Minister                                              | Minister                       | Minister | Minister            | Minister          |
| Amt                                                   | Amtsinhaber                    | Partei   | Beginn der Amtszeit | Ende der Amtszeit |
| ----------------------------------------------------- | ------------------------------ | -------- | ------------------- | ----------------- |
| Premierminister                                       | Gaston Eyskens                 | CVP      | 17. Juni 1968       | 8. November 1971  |
| Vizepremierminister Wirtschaftsminister               | Jean-Joseph Merlot             | PSB/BSP  | 17. Juni 1968       | 27. Januar 1969   |
| Wirtschaftsminister                                   | Edmond Leburton                | PSB/BSP  | 27. Januar 1969     | 22. Februar 1971  |
| Vizepremierminister Wirtschaftsminister               | André Cools                    | PSB/BSP  | 22. Februar 1971    | 8. November 1971  |
| Minister ohne Portefeuille zuständig für Wissenschaft | Théo Lefèvre                   | CVP      | 17. Juni 1968       | 8. November 1971  |
| Minister für Bildung und Kultur                       | Piet Vermeylen                 | PSB/BSP  | 17. Juni 1968       | 8. November 1971  |
| Verteidigungsminister                                 | Paul-Willem Segers             | CVP      | 17. Juni 1968       | 8. November 1971  |
| Außenminister                                         | Pierre Harmel                  | PSC      | 17. Juni 1968       | 8. November 1971  |
| Landwirtschaftsminister                               | Charles Héger                  | PSC      | 17. Juni 1968       | 8. November 1971  |
| Minister für Post, Telegraphie und Telefon            | Edouard Anseele                | PSB/BSP  | 17. Juni 1968       | 8. November 1971  |
| Minister für Außenhandel                              | Henri Fayat                    | PSB/BSP  | 17. Juni 1968       | 8. November 1971  |
| Minister für Entwicklungszusammenarbeit               | Raymond Scheyven               | PSC      | 17. Juni 1968       | 8. November 1971  |
| Minister für Kommunikation                            | Alfred Bertrand                | CVP      | 17. Juni 1968 bis   | 8. November 1971  |
| Justizminister                                        | Alfons Vranckx                 | PSB/BSP  | 17. Juni 1968       | 8. November 1971  |
| Minister für öffentliche Arbeiten                     | Jos De Saeger                  | CVP      | 17. Juni 1968       | 8. November 1971  |
| Sozialminister                                        | Placide De Paepe               | CVP      | 17. Juni 1968       | 8. November 1971  |
| Arbeitsminister                                       | Louis Major                    | PSB/BSP  | 17. Juni 1968       | 8. November 1971  |
| Finanzminister                                        | Jean-Charles Snoy et d’Oppuers | PSC      | 17. Juni 1968       | 8. November 1971  |
| Minister für französische Kultur                      | Albert Parisis                 | PSC      | 17. Juni 1968       | 8. November 1971  |
| Minister für den öffentlichen Dienst                  | René Pêtre                     | PSC      | 17. Juni 1968       | 8. November 1971  |
| Minister für Familie und Wohnungsbau                  | Gustave Breyne                 | PSB/BSP  | 17. Juni 1968       | 8. November 1971  |
| Minister für Mittelstand                              | Charles Hanin                  | PSC      | 17. Juni 1968       | 8. November 1971  |
| Gesundheitsminister                                   | Louis Namèche                  | PSB/BSP  | 17. Juni 1968       | 8. November 1971  |
| Innenminister                                         | Lucien Harmegnies              | PSB/BSP  | 17. Juni 1968       | 8. November 1971  |
| Bildungsminister                                      | Abel Dubois                    | PSB/BSP  | 17. Juni 1968       | 8. November 1971  |
| Minister für Beziehungen mit den Gemeinschaften       | Léo Tindemans                  | CVP      | 17. Juni 1968       | 8. November 1971  |
| Minister für niederländische Kultur                   | Frans Van Mechelen             | CVP      | 17. Juni 1968       | 8. November 1971  |
| Minister für Beziehungen mit den Gemeinschaften       | Freddy Terwagne                | PSV/BSP  | 17. Juni 1968       | 22. Februar 1971  |
| Minister für Beziehungen mit den Gemeinschaften       | Fernand Dehousse               | PSB/BSP  | 22. Februar 1971    | 8. November 1971  |
| Haushaltsminister                                     | André Cools                    | PSB/BSP  | 17. Juni 1968       | 27. Januar 1969   |
| Vizepremierminister Haushaltsminister                 | André Cools                    | PSB/BSP  | 27. Januar 1969     | 22. Februar 1971  |
| Haushaltsminister                                     | Maurice Denis                  | PSB/BSP  | 22. Februar 1971    | 8. November 1971  |
|                                                       |                                |          |                     |                   |
| Staatssekretäre                                       |                                |          |                     |                   |
| Staatssekretär für regionale Wirtschaft               | André Vlerick                  | CVP      | 17. Juni 1968       | 8. November 1971  |
| Staatssekretär für regionale Wirtschaft               | Fernand Delmotte               | PSB/BSP  | 17. Juni 1968       | 8. November 1971  |